# George de Saxonia
George (născut Friedrich August Georg Ludwig Wilhelm Maximilian Karl Maria Nepomuk Baptist Xaver Cyriacus Romanus; n. 8 august 1832, Dresda, Regatul Saxoniei – d. 15 octombrie 1904, Pillnitz⁠(d), Regatul Saxoniei, Germania) a fost regele Regatului Saxoniei (în cadrul Imperiului German) din 1902 până în 1904, membru al Casei de Wettin.

## Biografie
George s-a născut în capitala Saxoniei, Dresda. A fost al doilea fiu al regelui Ioan al Saxoniei (1801–1873) și a soției ei Prințesa Amalie Auguste de Bavaria (1801–1877), fiica regelui Maximilian I Iosif al Bavariei (1756–1825).
La 11 mai 1859 la Palatul Belém din Lisabona, George s-a căsătorit cu infanta Maria Anna a Portugaliei  (1843–1884), fiica cea mare a reginei Maria a II-a a Portugaliei (1819–1853) și a regelui Ferdinand al II-lea al Portugaliei (1816–1885).
George a servit sub comanda fratelui său mai mare Albert în timpul războiului austro-prusac din 1866 și a războiului franco-german. Înainde de ascensiunea la tron a fost Generalfeldmarschall. Pe măsură ce a trecut timpul a devenit clar că Albert I și soția sa regina Carola nu vor avea moștenitori, deci George era moștenitorul prezumptiv al tronului. EL i-a succedat fratelui său ca rege la Saxoniei la 19 iunie 1902 și a avut o domnie scurtă de numai 2 ani.
A murit la Pillnitz la vârsta de 72 de ani și a fost succedat de fiul său cel mare Frederic August al III-lea al Saxoniei (1865–1932), care a fost detronat în 1918.
Regele George a fost o figură controversată. A divorțat prin decret regal pe fiul său cel mare de nora sa, prințesa moștenitoare Luise. Plecarea Luisei din Dresda s-a datorat amenințărilor socrului ei că o va interna pe viață la azilul de boli mintale Sonnestein. Fratele ei a susținut-o în dorința ei de a scăpa din Saxonia. Împăratul Franz Joseph al Austriei nu a recunoscut divorțul.

## Arbore genealogic
| George de Saxonia Casa de WettinNaștere: 8 august 1832 Deces: 15 octombrie 1904 |                            |                                      |
| Titluri regale                                                                  |                            |                                      |
| Predecesor: Albert                                                              | Rege al Saxoniei 1902-1904 | Succesor: Frederic August al III-lea |